# 長崎省吾

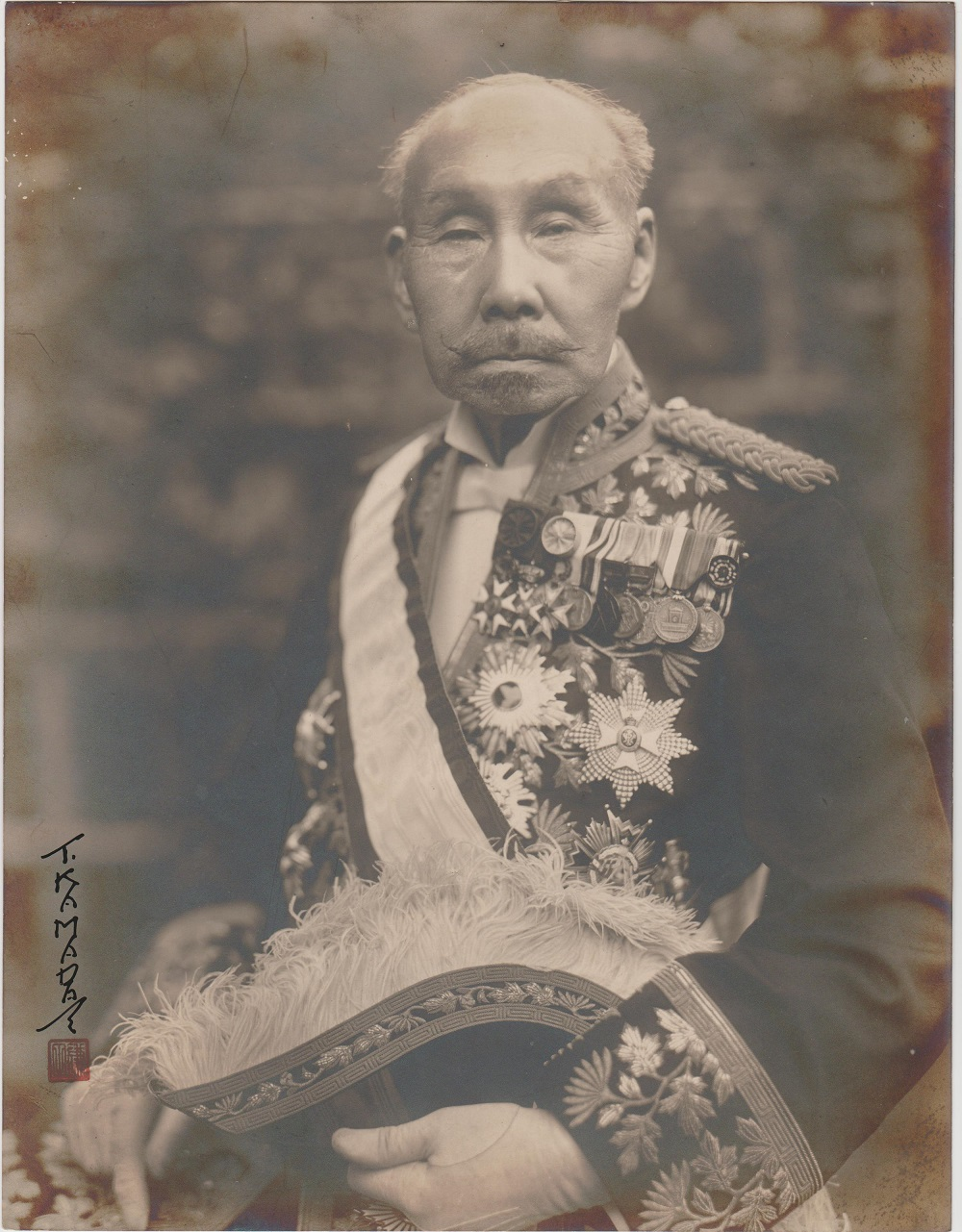
長崎省吾

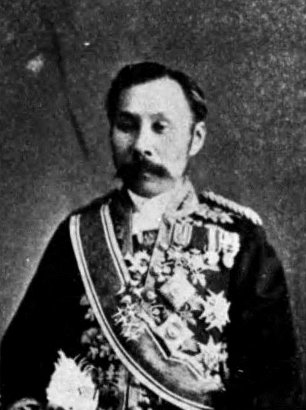
長崎省吾

長崎 省吾（ながさき しょうご、1850年12月15日（嘉永3年11月12日） - 1937年（昭和12年）2月6日）は、日本の官僚。宮中顧問官。

## 経歴
- 1850年（嘉永3年）[3] - 薩摩藩士・長崎作右衛門の六男として生まれる。
- 造士館、昌平黌で学び、外務省に入省。その後、アメリカ合衆国に留学してミシガン大学で学び、イギリスにも渡航する。在英日本公使館勤務を命ぜられ、外交官としてロンドンに約6年在勤[4]。ミシガン大学の公式資料に長崎省吾の名はないが、ミシガン・ヒストリカル・コレクションに同大学学長宛のナガサキ・ミチノリ名の手紙が遺されており、同大学を去ったのち米国内を巡り、その後ロンドンに赴き、外交官となったとあり、これが長崎省吾（別名・光範[5]）なら、1873年に在籍していたことが確認される[6]。
- 1880年（明治13年） - 帰国し、宮内省に入省、宮内書記官となる。後に式部官、宮内大臣秘書を歴任。
- 1882年（明治15年） - 明治天皇の特使としてハワイ王国訪問、日本人移民を望むカラカウア国王と会談[7]
- 1884年（明治17年）2月13日 - 兼任 三等掌典[8]
- 1885年（明治18年）9月22日 - 東京女子師範学校御用掛兼勤被免、東京師範学校御用掛兼勤被仰付[9]
- 1887年（明治20年）12月13日 - ドイツ帝国皇族フレデリック・レオポール親王来航に付き接待掛[10]
- 1888年（明治21年）3月8日 - 兼任　式部主事、奏任官二等、中級俸下賜[11]
- 1889年（明治22年）2月13日 - 故 文部大臣森有礼贈位賜金幣勅使[12]
  - 3月16日 - 賜上級俸[13]
  - 7月23日 - 任 宮内大臣秘書官 兼 式部官、叙奏任官二等、賜二級俸、宮内書記官事務補助[14]
  - 10月4日 - 京都行幸供奉[15]
- 1891年（明治24年）5月13日 - 京都行幸供奉[16]
  - 10月22日 - 宮内次官花房義質神奈川県下行幸供奉随行[17]
- 1893年（明治26年）3月28日 - 免兼勤　式部職事務[18]
  - 4月13日 - 第四回内国勧業博覧会事務官[19]
  - 6月23日 - 東伏見宮依仁親王 欧米へ差遣に付随行[20]
- 1895年（明治28年）
  - 3月19日 - 叙二等[21]
  - 6月27日 - 免 小松宮家令[22]
  - 7月5日 - 京都本局出張所へ出張[23]
  - 10月21日 - 井上馨朝鮮国へ被差随候ニ付随行被仰付[24]
- 1897年（明治30年）9月 - 調度局長
  - 12月28日 - 故従一位公爵島津忠義葬儀掛、鹿児島出張[25]
- 1898年（明治31年）2月23日 - 内匠頭股野琢不在中代理[26]
- 1899年（明治32年）6月22日 - ドイツ帝国ハインリッヒ親王来航に付き接伴員[27]
- 1900年（明治33年）4月24日 - 兵庫県下行幸供奉、兵庫県下行幸会計主務官[28]
- 1901年（明治34年）11月3日 - 宮城県下行幸供奉、宮城県下行幸会計主務官[29]
- 1904年（明治37年）2月16日 - 兼任 宮中顧問官、叙一等[30]
- 1905年（明治38年）7月22日 - アメリカ合衆国来賓接伴員[31]
- 1906年（明治39年）11月19日 - 伏見宮貞愛親王 イギリスへ差遣に付随行[32]
- 1907年（明治40年）11月12日 - 茨城県下行幸供奉[33]
- 1908年（明治41年）6月23日 - 依願免 宮内大臣秘書官、賜一級俸[34]
- 1910年（明治43年）9月28日 - 清国皇族載洵来航に付き接伴員[35]
  - 12月10日 - 兼任 別当、叙 高等官二等[36]
- 1911年（明治44年）11月4日 - 福岡県下行幸供奉[37]
- 1937年（昭和12年）2月6日 - 薨去。墓所は多磨霊園[38]。

## 栄典
位階
- 1881年（明治14年）3月25日 - 正七位
- 1884年（明治17年）3月29日 - 従六位[39]
- 1886年（明治19年）7月8日 - 正六位[40]
- 1891年（明治24年）12月7日 - 従五位[41]
- 1895年（明治28年）4月20日 - 正五位[42]
- 1900年（明治33年）4月20日 - 従四位[43]
- 1905年（明治38年）5月1日 - 正四位[44]
- 1910年（明治43年）5月10日 - 従三位[45]
- 1920年（大正9年）5月20日 - 正三位[46]

勲章等
- 1882年（明治15年）2月1日 - 勲六等単光旭日章[47]
- 1887年（明治20年）11月25日 - 勲五等双光旭日章[48]
- 1889年（明治22年）11月29日 - 大日本帝国憲法発布記念章[49]
- 1893年（明治26年）12月28日 - 勲四等瑞宝章[50]
- 1895年（明治28年）12月4日 - 勲三等旭日中綬章[51]
- 1904年（明治37年）12月27日 - 勲二等瑞宝章[52]
- 1906年（明治39年）4月1日 - 旭日重光章[53]・明治三十七八年従軍記章[54]
- 1908年（明治41年）4月30日 - 勲一等瑞宝章[55]
- 1912年（大正元年）8月1日 - 韓国併合記念章[56]
- 1915年（大正4年）
  - 11月7日 - 銀杯一組[57]
  - 11月10日 - 大礼記念章（大正）[58]
- 1916年（大正5年）1月19日 - 旭日大綬章[59]

外国勲章佩用允許
- 1885年（明治18年）5月25日 – スウェーデン＝ノルウェー連合王国：北極星第三等勲章[60]
- 1887年（明治20年）10月5日 - ドイツ帝国：王冠第二等勲章[61]
- 1888年（明治21年）1月20日 - シャム王国：タイ王冠勲章コマンダー[62]
- 1891年（明治24年）6月1日 - オスマン帝国：美治慈恵第三等勲章[63]
- 1894年（明治27年）
  - 10月30日
    - ベルギー王国：レオポール勲章コマンドール[64]
    - オランダ王国：オラニエ＝ナッサウ勲章（en）コマンドゥール[64]
    - デンマーク王国：ダンネブロ勲章コマンドール・ド・スゴンドクラス[64]
    - スウェーデン王国：聖オーラヴ勲章コマンドール・ド・スゴンドクラス[64]
    - ドイツ帝国：コローネン・オルデン・ミッツステルン・オルデン・ツヴハイテル・クラッセ勲章[64]
    - ザクセン王国：アルブレクト勲章コンマンドール・ド・スゴンドクラス[64]
    - ザクセン＝ヴァイマル＝アイゼナハ大公国：コムツール・ミッツステルン・ウバイセン・ファルケン勲章[64]
    - オスマン帝国：メディジディー勲章（英語版）第一等[64]
    - オーストリア帝国：ダス・コムツール・クロイツ・ミッツステルン・アルフレヘヒス・ティーレス・フランツヨーゼフ勲章（英語版）[64]
    - スペイン王国：シャルトロワー勲章コンマンドール・エキストラオルヂネール[64]

  - 12月24日 - セルビア王国：タクウォ勲章コマンドル・フォルストクラス[65]
- 1895年（明治28年）10月31日 - イタリア王国：王冠第三等勲章[66]
- 1899年（明治32年）4月21日 - 大清帝国：第二等第一双竜宝星[67]
- 1901年（明治34年）5月17日 - フランス共和国：レジオンドヌール勲章コマンドゥール[68]。
- 1902年（明治35年）
  - 10月13日
    - イタリア王国：聖マウリッツィオ・ラザロ勲章第二等[69]
    - スペイン王国：イサベル・ラ・カトリカ第一等勲章[69]
    - ロシア帝国：聖スタニスラス勲章（英語版）第一等[69]
    - フランス共和国：レトアルノアル第二等勲章[69]

  - 10月28日 - 大英帝国：皇帝皇后両陛下戴冠記念章[69]
  - 12月26日 - ベルギー王国：クーロンヌ勲章グランオフヒシエ[70]
- 1905年（明治38年）6月27日 - 大韓帝国：勲一等太極章[71]
- 1907年（明治40年）11月29日 - プロイセン王国：赤十字第三等記章[72]
- 1927年（昭和2年）4月19日 - ドイツ国：赤十字第一等名誉章[73]

## 親族
- 父・長崎作左衛門 ‐ 鹿児島士族
- 兄・長崎用蔵 ‐ 第百十八銀行頭取[74]
  - 妻・たか ‐ 薩摩藩士・岩城勇次郎の長女。妹マスの夫に男爵毛利重輔。[75]
  - 長男・長崎剛十郎（1861-） ‐ 大蔵省、宮内省を経て横浜正金銀行ニューヨーク支店長。東京大学文学部理財政治科卒（明治十六年事件で退学処分されたのち復学）。[76][77]
  - 五男・長崎竹十郎（1876-） ‐ 川崎造船所を経て帝国商業銀行入行、支配人。東京高等商業学校卒。[78]
  - 六男・長崎栄十郎（1889-） ‐ 高等文官試験合格後、商工書記官などを経て日本製鉄取締役。東京帝国大学法科大学政治科卒。岳父に西郷菊次郎。[79]
- 妻・多恵子 ‐ 寺島宗則の娘[80]。
- 長男・長崎守一 ‐ 陸軍步兵少佐で、その妻・歌子は伊藤軍兵衛の孫[81]。
- 長女・佐恵子 ‐ 用蔵の五男・竹十郎の妻。学習院女学部出身。
- 次女・良子 ‐ 出身校同上。
- 三女・千代子 ‐ 子爵大島久直の嗣子・久忠の妻[82]出身校同上。
- 四女・真佐子 ‐ 男爵三須精一の妻。出身校同上。[81]。